# Oleksandr Horjajinow
Oleksandr Serhijowytsch Horjajinow (ukrainisch Олександр Сергійович Горяїнов, wiss. Transliteration Oleksandr Horjajinov; russisch Александр Сергеевич Горяинов; * 29. Juni 1975 in Charkiw, Ukrainische SSR, Sowjetunion) ist ein ukrainischer Fußballspieler.

## Karriere
Der in Charkiw geborene Horjajinow spielte einen großen Teil seiner Karriere in seiner Heimatstadt. Nach dem Ende der Sowjetunion 1992 begann er beim Viertligisten FC Olympik Charkiw und wechselte bereits nach einer Saison zu Metalist Charkiw in die im Vorjahr neugegründete Premjer-Liha. Am Ende der Saison 1993/94 musste Metalist in die zweitklassige Perscha Liha absteigen. 1995 verließ Horjajinow Metalist und schloss sich dem Erstligisten FK ZSKA-Borysfen in Kiew an. 1996 wurde der Verein umbenannt in ZSKA Kiew (heute firmiert er unter dem Namen Arsenal Kiew und spielt noch immer in der ersten Liga). 1997 kehrte Horjajinow zurück zu Metalist Charkiw. Dort gelang ihm am Ende der Saison 1997/98 der Aufstieg in die Premjer-Liha. Vier Spielzeiten lang erreichte Metalist jeweils einen Platz in den Top 10 der Liga, doch 2003 reichte es nur zu Platz 16, was den erneuten Abstieg in die zweite Liga bedeutete. Nach dem Abstieg wechselte Horjajinow zu Krywbas Krywyj Rih, um weiterhin erstklassig spielen zu können.
Metalist gelang 2004 der direkte Wiederaufstieg und so kehrte Horjajinow 2005 zurück zu seinem Heimatverein, wo er seitdem das Tor hütet. Nach einem dritten Platz in der Saison 2006/07 qualifizierte sich der Verein 2007/08 erstmals für den UEFA-Pokal. Von 2007 bis 2012 erreichte Metalist mit seinem Stammtorhüter Horjajinow sechs Mal in Folge den dritten Platz in der Liga und spielt seitdem jährlich im UEFA-Pokal bzw. seit 2009 in der UEFA Europa League. Das Erreichen des Viertelfinales in der Saison 2011/12 war der größte Erfolg.
Am 25. Mai 2010 debütierte Horjajinow beim 4:0-Erfolg gegen Litauen in der Ukrainischen Nationalmannschaft. Weil die etatmäßigen Torhüter Oleksandr Schowkowskyj und Andrij Dykan verletzt ausfielen und Oleksandr Rybka positiv auf Doping getestet wurde, berief Nationaltrainer Oleh Blochin Horjajinow in den ukrainischen Kader für die Europameisterschaft 2012, die im eigenen Land stattfand. Horjajinow kam jedoch in keinem der drei Vorrundenpartien gegen Schweden, Frankreich und England zum Einsatz.